# Pioneer P-30
La Pioneer P-30 (nota anche come Atlas-Able 5A o Pioneer Y) era destinata ad orbitare attorno alla Luna ma la missione fallì poco dopo il lancio. I suoi obiettivi erano di studiare l'ambiente tra la Terra e la Luna e di testare la tecnologia per controllare e manovrare sonde dalla Terra. Era equipaggiata per stimare la massa della Luna, realizzare una topografia dei poli, registrare la distribuzione e la velocità delle micrometeoriti e studiare la radiazione, i campi magnetici e le onde elettromagnetiche di bassa frequenza presenti nello spazio.

## La sonda
La Pioneer P-30 era quasi identica alla Pioneer P-3, che fu anch'essa un fallimento.
Si trattava di una sfera di un metro di diametro con un sistema di propulsione montato sul fondo che portava la lunghezza totale a 1,4 metri.
La massa della struttura e della copertura in lega di alluminio era di circa 30 kg, mentre l'unità propulsiva pesava circa 90 kg.
Quattro pannelli solari, ciascuno 60×60 cm contenenti 2200 celle fotovoltaiche si estendevano dai lati del rivestimento sferico per una lunghezza totale di 2,7 metri.
I pannelli solari caricavano delle batterie nichel-cadmio.
Dentro il rivestimento, un largo serbatoio sferico di idrazina, che occupava la maggior parte del volume, era sormontato da due piccoli serbatoi sferici di azoto e da un razzo ad iniezione che serviva per rallentare la sonda durante l'immissione nell'orbita lunare e che era stato progettato per essere capace di accendersi due volte durante la missione.
Attaccato sul fondo della sfera c'era un razzo verniero che poteva essere acceso quattro volte.
Attorno all'emisfero superiore del serbatoio di idrazina c'era una piattaforma per la strumentazione a forma di anello che trasportava le batterie, due trasmettitori UHF, moduli logici per la strumentazione scientifica, ricevitori, decoder, un amplificatore separatore e la maggior parte degli strumenti scientifici.
Due antenne UHF si protendevano dalla sommità della sfera sul lato opposto dell'ugello del razzo ad iniezione, mentre altre due antenne UHF e una lunga antenna VLF si protendevano dal fondo della sfera.
I trasmettitori operavano ad una frequenza di 378 MHz.
Il controllo termico veniva effettuato grazie a cinquanta piccoli dispositivi elicoidali disposti sulla superficie della sfera fatti di materiale riflettente.
Ciascuno consisteva in quattro pale che venivano tirate contro la superficie ricoprendo uno schema nero dipinto sulla sfera allo scopo di assorbire calore.
Una serpentina sensibile al calore era attaccata sulle pale: un abbassamento del calore avrebbe provocato il suo restringimento, la conseguente rotazione delle pale e l'esposizione della superficie al calore.
Viceversa un innalzamento della temperatura avrebbe provocato la copertura del disegno nero da parte delle pale.
Sulla superficie della sfera erano state montate anche delle unità quadrate che erano in grado di dissipare il calore dall'interno.

## Equipaggiamento a bordo
La strumentazione scientifica consisteva in una camera a ionizzazione, un tubo Geiger Müller per misurare il flusso totale di radiazione, uno strumento per misurare la radiazione di alta energia, un contatore di scintillazione per registrare la radiazione a bassa energia, una ricevente VLF per le onde radio naturali, un transponder per studiare la densità degli elettroni e dei magnetometri. Montati sulla sfera si trovano anche un rilevatore di micrometeoriti e uno scanner solare. La differenza tra il carico utile della Pioneer P-30 e della precedente Pioneer P-3 era il rimpiazzo del sistema simile a quello televisivo della P-3 con uno spettrometro a scintillazione per studiare le fasce di radiazioni presenti attorno alla Terra (ed eventualmente scoprirne attorno alla Luna) che era montato sulla piattaforma per gli strumenti e la presenza di una sonda per il plasma montata sulla sfera per misurare l'energia e la distribuzione del momento dei protoni sopra alcuni kilovolt per studiare gli effetti della radiazione dei brillamenti solari. La massa totale del pacchetto scientifico inclusa l'elettronica e l'approvvigionamento energetico era di circa 60 kg. Il costo totale della missione venne stimato intorno ai 9-10 milioni di dollari.

## La missione
La sonda venne lanciata su un missile balistico intercontinentale Air Force-Convair Atlas D accoppiato con gli stadi superiori del vettore Thor-Able includendo un terzo stadio Hercules ABL a propellente solido. Il primo stadio funzionò normalmente per 275 secondi, i due motori del razzo ausiliario Atlas si separarono come pianificato dopo circa 250 secondi. Ad un'altitudine di circa 370 km il primo stadio si separò dal secondo. All'accensione del secondo stadio la telemetria mostrò una combustione anormale e lo stadio fallì a causa di una malfunzione nel sistema ossidante. Il veicolo non fu in grado di entrare in orbita attorno alla Terra, rientrò e si crede sia caduto da qualche parte nell'Oceano Indiano. Si ricevettero segnali dal carico utile per 1020 secondi dopo il lancio. La missione prevedeva di raggiungere la Luna approssimativamente 62 ore dopo il lancio.